# Steffen Diefenbach
Steffen Diefenbach (* 1968) ist ein deutscher Althistoriker.
Steffen Diefenbach studierte von 1989 bis 1998 Geschichte und Latein an den Universitäten Bochum, Oxford und Freiburg. Daran schloss sich von 1999 bis 2004 ein Promotionsstudium bei Johannes Hahn an der Westfälischen Wilhelms-Universität in Münster an. In dieser Zeit war Diefenbach 2002/2003 Wissenschaftlicher Mitarbeiter am Historischen Seminar der Universität Erfurt, 2003/2004 Wissenschaftlicher Mitarbeiter an Gregor Webers Lehrstuhl für Alte Geschichte der Universität Augsburg. Die Promotion wurde 2004 mit der Bewertung summa cum laude abgeschlossen; das Thema der von Johannes Hahn betreuten Dissertation war Römische Erinnerungsräume. Heiligenmemoria und kollektive Identitäten im Rom des 3. bis 5. Jahrhunderts n. Chr. Die Arbeit wurde 2007 publiziert und gilt inzwischen als Standardwerk. Nach der Promotion wurde Diefenbach noch 2004 Wissenschaftlicher Assistent am Lehrstuhl für Alte Geschichte der Universität Augsburg und verblieb in dieser Position bis 2010, 2007/2008 unterbrochen von einer Elternzeit. 2009 wurde er in Augsburg Akademischer Rat, bevor er 2010 auf eine Juniordozentur (mit Tenure-Track) für politische Kulturen der Antike an der Universität Konstanz berufen wurde. 2015/16 war er Fellow am Kulturwissenschaftlichen Kolleg. Seit Oktober 2016 lehrt er in Konstanz als Hochschuldozent (W2) für politische Kulturen der Antike.
Diefenbachs Forschungsschwerpunkte liegen vor allem in der Spätantike, wobei er insbesondere zur Christianisierung des Kaisertums und zu Bischofsherrschaften in Gallien arbeitet. Ein weiteres Arbeitsfeld stellt ferner die hellenistische Monarchie dar.

## Schriften
- mit Gregor Weber: Das althistorische Proseminar. Ein Leitfaden. Universität Augsburg, Augsburg 2005, elektronische Ressource.
- Römische Erinnerungsräume. Heiligenmemoria und kollektive Identitäten im Rom des 3. bis 5. Jahrhunderts n. Chr. (= Millennium-Studien, Band 11) De Gruyter, Berlin und Boston 2007 (E-Book), 2008 (Druck) und 2009 (E-Book und Druck), ISBN 978-3-11-020426-1 (E-Book), ISBN 978-3-11-916778-9 (Druck), ISBN 978-3-11-916778-9 (E-Book und Druck).
- Herausgeber mit Gernot Michael Müller: Gallien in Spätantike und Frühmittelalter. Kulturgeschichte einer Region. (= Millennium-Studien, Band 43) De Gruyter, Berlin und Boston 2013, ISBN 978-3-11-026077-9 (E-Book), ISBN 978-3-11-026649-8 (Druck). Rezension von Elena Köster in der Frankfurter elektronische Rundschau zur Altertumskunde.